# Demostracions de força
"Demostracions de força" (títol original en anglès "Patterns of Force") és el vint-i-unè episodi de la segona temporada de la sèrie de televisió de ciència-ficció estatunidenca Star Trek. Escrit per John Meredyth Lucas i dirigit per Vincent McEveety, es va emetre per primera vegada el 16 de febrer de 1968.
A l'episodi, la tripulació de la Enterprise rastreja un observador de la Federació en un planeta dominat per un règim "d’estil nazi".
Aquest episodi va ser prohibit a la televisió alemanya fins al 1995 a causa de la representació dels uniformes nazis i la presència de diverses insígnies nazis diferents.

## Argument
La nau estel·lar Enterprise arriba al planeta Ekos per investigar la desaparició d'un observador cultural de la Federació anomenat John Gill, que va ser un dels professors d'història del capità Kirk a l'Acadèmia de la Flota Estelar. L' Enterprise entra en òrbita al voltant d'Ekos i és atacada per un coet armat amb una ogiva termonuclear, una tecnologia massa avançada per ser d'Ekos o del seu planeta veí, Zeon, dos planetes molt diferents: Ekos és una societat guerrera/anarquista, mentre que Zeon és una societat avançada pacífica.
Kirk sospita que Gill pot ser responsable de la introducció de tecnologia avançada, la qual cosa significaria que ha contaminat la cultura Ekosiana i ha violat la Primera Directiva. Kirk i el primer oficial Spock decideixen dirigir-se al planeta per investigar. Abans de transportar-se a la superfície, el director mèdic Dr. McCoy insereix transponders d'emergència subcutanis, un tipus de dispositiu de tornada a casa, als avantbraços de cadascun en cas que no puguin utilitzar els seus comunicadors.
A la seva arribada, Kirk i Spock veuen horroritzats com un Zeon és arrestat per soldats ekosians vestits de Stormtroopers nazis de camisa marró. Un vídeo noticiari a l'aire lliure  mostra una manifestació d'Ekosians amb multituds enormes cridant consignes d'estil nazi i onejant banderes amb esvàstica. Una oficial nazi, Daras, es mostra rebent una medalla d'honor: la Creu de Ferro, de Segona Classe. S'esmenta la "Solució Final", que aparentment significa l'extinció de tots els Zeons a Ekos, com a preludi de la destrucció completa de Zeon. L'emissió acaba amb el periodista fent una salutació nazi a una imatge del Führer, a qui Kirk, commocionat, reconeix com a John Gill.
Sorpresos i decidits a contactar amb Gill, Kirk i Spock roben uniformes i intenten infiltrar-se a la seu principal, però són atrapats quan les orelles d'en Spock estan al descobert. Ell i Kirk són torturats fins que el president del partit, Eneg, ordena que els llenceixin a una cel·la per a aprofundir l’interrogatori. Allà es troben amb l'Isak, el presoner de Zeon que havien vist detingut abans.
El trio dissenya ràpidament una fugida utilitzant els cristalls de rubindi dels transponders de Kirk i Spock com a làsers per tallar i recuperen els seus comunicadors. Isak els porta a trobar-se amb la resistència clandestina liderada pel seu germà Abrom. De sobte, el seu amagatall és assaltat, liderat per Daras, en el que ràpidament es revela com un estrany per posar a prova la lleialtat dels estranys. Daras és en realitat un membre de la resistència que s'ha infiltrat al govern. Abrom explica que el diputat Führer Melakon és en realitat el líder de facto d'Ekos; al seu torn, Kirk i Spock expliquen la situació des de la seva perspectiva i demanen ajuda per localitzar en Gill. S'assabenten que el "Führer" ha de fer un discurs aquell vespre que llançarà oficialment la "Solució Final".
Per accedir al centre de difusió, tot el grup es fa passar per un equip de filmació. Troben a Gill en una cabina d'emissió envoltat de guàrdies, aparentment atordit però començant el seu discurs. Kirk fa baixar el raig del Dr. McCoy. Arriba a un guarda-roba, on el grup és descobert per un equip de seguretat liderat pel president Eneg, que sorprenentment no sembla reconèixer-los. Després de marxar, Isak explica que Eneg també és membre de la resistència.
Entrant furtivament a la cabina d'emissió, McCoy confirma que Gill està molt drogat. Administra un estimulant contraactiu mentre Spock utilitza una fusió mental vulcaniana a Gill, la qual cosa confirma que Melakon era responsable de la condició de Gill. Amb prou feines coherent, Gill explica que inicialment va imposar una forma de nazisme/feixisme als ekosians sense llei perquè creia que era el sistema de govern més eficient mai ideat. El sistema va funcionar a Ekos fins que Melakon va agafar el control i el va convertir en una eina per eliminar Zeon.
Kirk fa saber a Gill fins a quin punt Ekos ha progressat fins a semblar-se a l'Alemanya nazi. Gill, ara prou lúcid com per dir la seva opinió, renuncia a la "Solució Final", cancel·la la invasió de Zeon i declara Melakon traïdor. Melakon agafa una metralleta i obre foc a la cabina d'emissió, ferint mortalment a Gill. Com a represàlia, Isak dispara a Melakon dues vegades, matant-lo. Eneg i Daras, encara líders oficialment respectats del partit, acorden "aturar el vessament de sang" i planegen anunciar la fi del règim nazi. Eneg agraeix a Kirk l'ajuda de la Flota, però els demana que marxin, dient que els dos planetes han de reconstruir-se ells mateixos.

## Doblatge al català
L’episodi va ser doblat al català pels estudis Tecni-3 (primera part) i Diálogo (segona part) i emés a TV3 l’any 1989.
| Personatge                | Actor/actriu       | Veu en català                      |
| ------------------------- | ------------------ | ---------------------------------- |
| James T. Kirk             | William Shatner    | Jordi Boixaderas                   |
| Spock                     | Leonard Nimoy      | Isidre Sola i Llop                 |
| Leonard McCoy             | DeForest Kelley    | Eduard Lluís Muntada               |
| Montgomery Scott 'Scotty' | James Doohan       | Joan Carles Gustems Domènec Farell |
| Nyota Uhura               | Nichelle Nichols   | Glòria Roig Azucena Díaz           |
| Pavel Chekov              | Walter Koenig      | Quim Roca Pep Madern               |
| John Gill                 | David Brian        | Manuel Lázaro                      |
| Daras                     | Valora Noland      | Marta Molins                       |
| Isak                      | Richard Evans      | Pep Anton Muñoz                    |
| Melakon                   | Skip Hopmeier      | Pep Torrents                       |
| Eneg                      | Patrick Horgan     | Jordi Ribes                        |
| Abrom                     | William Wintersole | Eduard Elias                       |
| Tinent Leslie             | Eddie Paskey       | Enric Isasi-Isasmendi              |

## Producció
Les pel·lícules dels coets V-2 eren pel·lícules reals i els clips de Hitler en un cotxe eren de la pel·lícula Triumph des Willens (1935).

## Recepció

### Historial de la transmissió alemanya
Com que l'episodi conté uniformes nazis i insígnies, i presenta un personatge que afirma que l'Alemanya nazi era la "societat més eficient" mai creada, es va considerar inadequada per a l'entreteniment a Alemanya. En conseqüència, aquest episodi és l'únic que no es va emetre durant cap de les dues emissions originals a Alemanya (a la xarxa pública ZDF a mitjans dels anys setanta i a la xarxa privada Sat.1 a la finals de la dècada de 1980/principis de la dècada de 1990). Només es va doblar a l'alemany l'any 1995, i es va presentar en anglès original amb subtítols en tots els llançaments alemanys anteriors. Finalment es va mostrar a la televisió de pagament alemanya el 1996 i es va incloure a tots els conjunts de la temporada de DVD/Blu-ray. El 4 de novembre de 2011 també es va mostrar al canal de la xarxa pública ZDFneo.

## Crítica
La discussió de l'episodi sobre el nacionalsocialisme va ser criticada com a simplista i banalitzadora. El periodista Joachim Huber va dir el 2011 al Tagesspiegel: "Aquesta presentació ingènua està a anys llum de ser fins i tot remotament crítica". Mike Hillenbrand i Thomas Höhl van criticar al seu llibre Star Trek in Deutschland (2008), que l'episodi suggeria que el pla de Gill per a un estat nacionalsocialista hauria funcionat si Melakon no hagués pres el poder.
David Morgan va enumerar Demostracions de força el 2016 a cbsnews.com com un dels pitjor episodis de Star Trek.
Sean Ferrick va classificar Demostracions de força al número 6 d'una llista del 2023 dels deu episodis més controvertits de Star Trek a whatculture.com.
En un rànquing del lloc Hollywood.com, Christian Blauvelt situa aquest episodi en la posició 61a dels 79 episodis de la sèrie original, tenint en compte els episodis que tenen lloc en un planeta culturalment inspirat en el nostre. Zach Handlen a The A.V. Club dóna a l'episodi una nota de B trobant que sempre hi ha una certa inquietud en veure a Kirk i Spock disfressats de nazis. Malgrat molts esforços, descobreix que intentar resoldre el problema del totalitarisme en 50 minuts és el problema més gran de l'episodi.

## Adaptació literària
L'episodi va ser ficcionalitzat com un conte de 33 pàgines escrit per l'autor James Blish i J.A Lawrence al llibre Star Trek 12, una col·lecció que recopila diverses històries de la sèrie i publicada el novembre de 1977 per Bantam Books.